# Coffea myrtifolia
Coffea myrtifolia là một loài thực vật có hoa trong họ Thiến thảo. Loài này được (A.Rich. ex DC.) J.-F.Leroy mô tả khoa học đầu tiên năm 1984.

## Hình ảnh

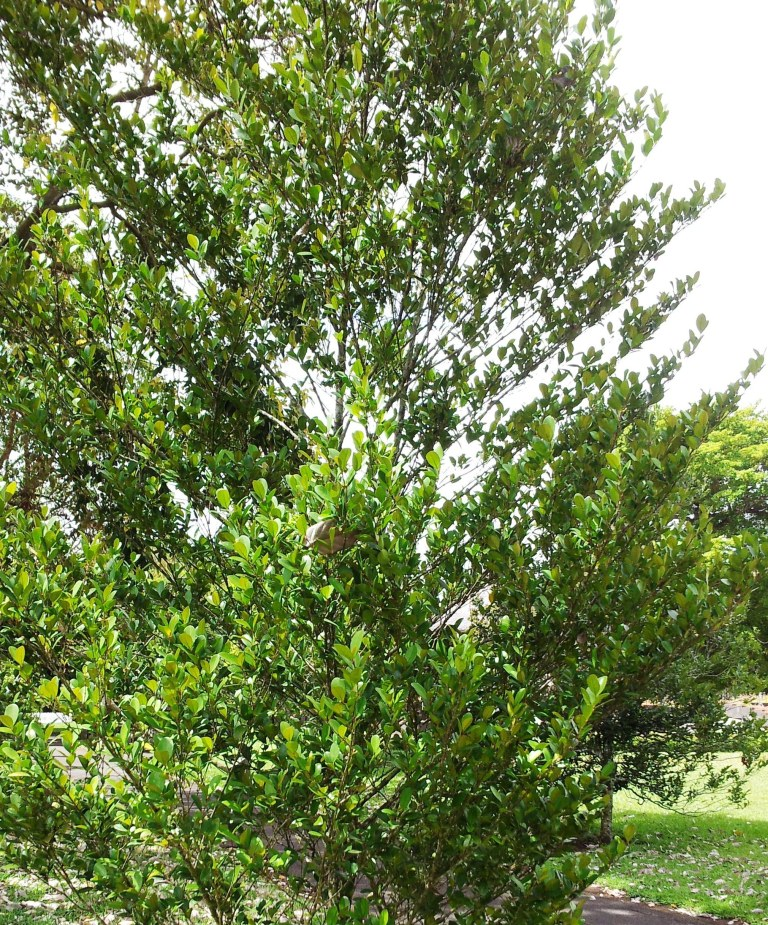
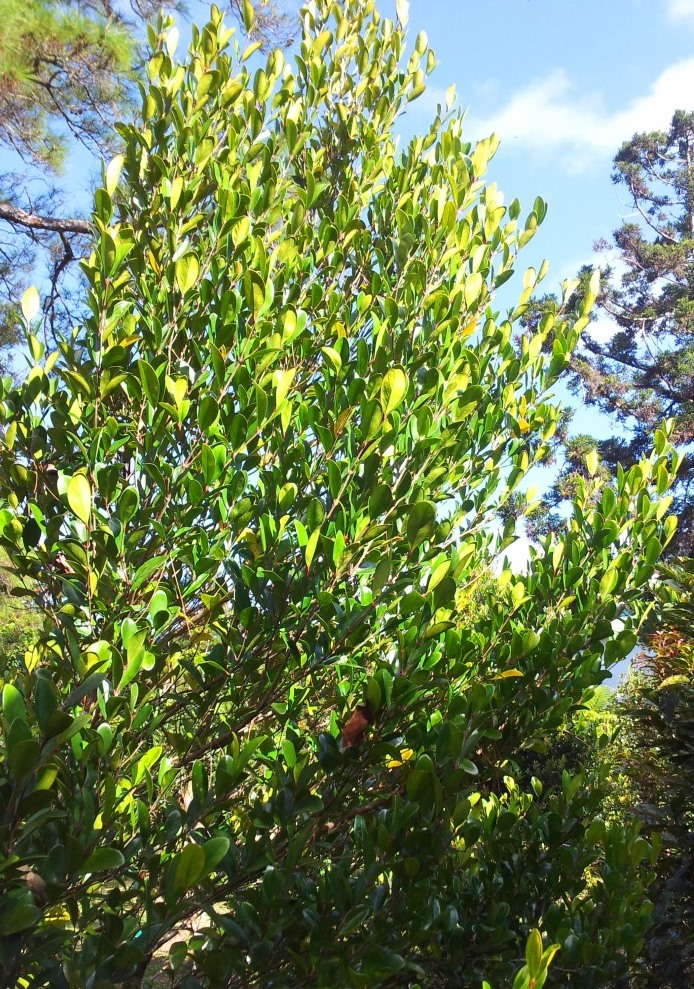
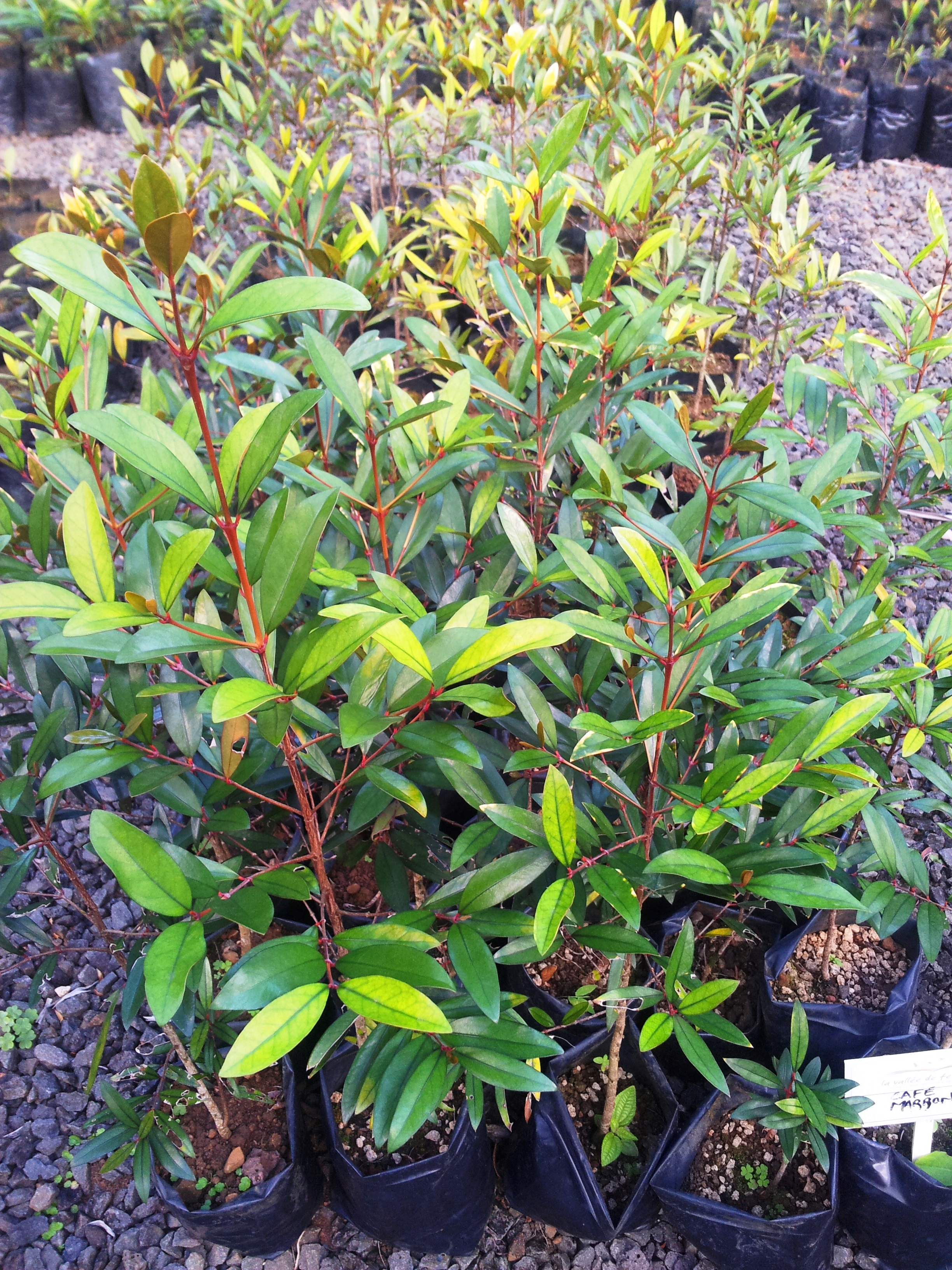